# Pantaleon (indo-griechischer König)

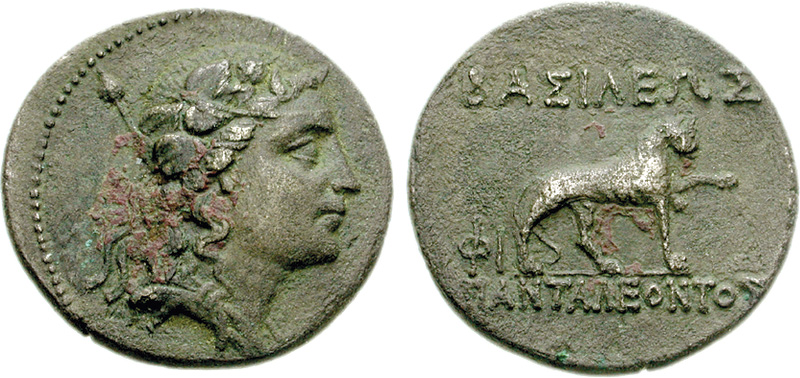
Kupfernickelmünze des Pantaleon; Kopf des Dionysos

Pantaleon war ein indo-griechischer König, dessen Regierungszeit um 190 bis 180 v. Chr. angesetzt wird. Er war ein jüngerer Zeitgenosse von Demetrios I. oder regierte sogar als dessen Nachfolger. Sein Herrschaftsgebiet umfasste wohl vor allem Gandhara und Arachosien. Er war der erste griechische Herrscher, der indische Münzen prägen ließ. Eine Besonderheit einiger Münzen ist ihr Material. Sie bestehen aus einer Kupfer-Nickel-Verbindung. Nickel ist im Westen erst seit dem 18. Jahrhundert bekannt, aber war es zu dieser Zeit schon in China in Gebrauch, mit dem also offensichtlich Verbindungen bestanden.